# Mimosa ramentacea
Mimosa ramentacea är en ärtväxtart som beskrevs av Arturo Erhardo Erardo Burkart. Mimosa ramentacea ingår i släktet mimosor, och familjen ärtväxter. IUCN kategoriserar arten globalt som starkt hotad. Inga underarter finns listade i Catalogue of Life.